# Lasala
Lasala är en udde i Antarktis. Den ligger i Västantarktis. Argentina, Chile och Storbritannien gör anspråk på området.
Terrängen inåt land är huvudsakligen kuperad, men söderut är den bergig. Havet är nära Lasala åt nordost. Trakten är obefolkad. Det finns inga samhällen i närheten. 